# Kelnatky
Kelnatky (Scaphopoda) jsou skupina měkkýšů s jednolitou schránkou ve tvaru klu. Tato schránka je na obou stranách otevřená. Žijí zahrabány v bahně, přičemž do vody vyčnívá jen tenký konec schránky, jímž nasávají vodu. V bahnitém sedimentu mají řadu kaptakulí připomínajících chapadla či tykadélka, jimiž vybírají drobnou potravu. Nemají oči ani tykadla v pravém slova smyslu, chybí jim také srdce.
Jedná se buď o sesterskou skupinu hlavonožců (Cephalopoda), načež by tyto dvě linie tvořily taxon Helcionellida, nebo o sesterskou skupinu mlžů (Bivalvia), spolu s nimiž by tvořily taxon Ancyropoda.